# Basket-ball en Andorre
Cet article traite du basket-ball en Andorre.

## Organisation
Le basket-ball est géré en Andorre par la Fédération andorrane de basket-ball (Federació Andorrana de Basquetbol) créée en 1988 et affiliée à la FIBA ainsi qu'à la FIBA Europe.
L'équipe d'Andorre de basket-ball représente le pays dans les compétitions internationales, notamment aux jeux des petits États d'Europe.

## Compétitions
Andorre dispose de son championnat national amateur (Lliga Andorrana de Bàsquet) dans lequel cinq clubs se rencontrent selon un système de tournoi toutes rondes.
Le Bàsquet Club Andorra est le seul club professionnel du pays. Il évolue en Liga ACB, le plus haut niveau du championnat espagnol.